# Orient et Occident
Orient et Occident, op. 25, est une pièce pour orchestre d'harmonie de Camille Saint-Saëns composée en 1869.

## Présentation
Orient et Occident est composé en octobre 1869 pour un gala de l'Union centrale des beaux-art appliqués à l'industrie, et créé dans ce cadre vers 1870.
La partition, destinée à une harmonie militaire, est dédiée à Théodore Biais, fabricant d'ornements d'église, ami de Camille Saint-Sëns.
Parmi les premières exécutions notables de l'œuvre, se distinguent une interprétation le 22 février 1873 (dans une transcription de l'auteur pour piano à quatre mains) par Charles-Marie Widor et Saint-Saëns à la Société nationale de musique, le 24 février 1877 par Vincent d'Indy et Gabriel Fauré (même version), toujours à la Société nationale, une le 21 octobre 1878 à l'occasion de l'Exposition universelle, et le 27 décembre 1878 à l'Hippodrome. La version symphonique est donnée en première audition le 17 octobre 1909 par les Concerts Lamoureux dirigés par Camille Chevillard.
La partition de la transcription pour piano à quatre mains est publiée par G. Hartmann en 1870, puis Durand en 1876. Le dépôt légal de la partition de la version originale est daté de 1881. Les partitions des conducteurs d'harmonie militaire et des parties séparées sont publiées par Durand en 1900, celles pour orchestre symphonique, chez le même éditeur, en 1909.

## Instrumentation
L'instrumentation originale requiert : petite flûte, petites clarinettes (en mi ), premières clarinettes (si ), deuxièmes clarinettes (si ), hautbois, saxophones (alto, ténor et baryton), cornets à pistons (si ), 4 trompettes (en mi ), 3 trombones, petit bugle (en mi ), 2 bugles (si ), 3 saxotrombas (cors en mi ), saxhorns barytons (en si ), saxhorn basse (en si ), saxhorn contrebasse en mi , saxhorn contrebasse en si , triangle, cymbales, caisse roulante, grosse caisse, tam-tam.
La version pour orchestre symphonique requiert :
| Orchestration d'Orient et Occident                                                                           |
| Bois |
| 1 piccolo, 2 flûtes, 2 hautbois, 1 cor anglais, 2 clarinettes, 1 clarinette basse, 2 bassons, 1 contrebasson |
| Cuivres |
| 4 cors, 3 trompettes, 3 trombones, 1 tuba                                                                    |
| Percussions                                                                                                  |
| timbales, triangle, tambour de basque, cymbales, grosse caisse, tam-tam                                      |
| Cordes |
| premiers violons, seconds violons, altos, violoncelles, contrebasses                                         |

## Structure et analyse
Première page du compositeur destinée à un orchestre à vent,, Orient et Occident fait 342 mesures, pour une durée moyenne d'exécution de huit minutes environ.
La partition s'ouvre sur une marche militaire, représentant l'Occident, Allegro ( = 116), à 
, en mi bémol majeur. Un deuxième thème, en la bémol majeur, affiche ensuite un caractère lyrique et legato. Puis vient un épisode Moderato assai sostenuto ( = 54), à 
, un paysage musical de l'Orient fait d'ostinato de percussions, rappelant la musique des janissaires, et de mélodie orientalisante jouée par les bois, aux inflexions « de zourna Turc quelque peu improvisé », au rythme plus libre, avec usage de la gamme pentatonique. L'Occident resurgit, Tempo primo, à 
, avec une fugue, puis des échos du thème de l'Orient se juxtaposent au thème de l'Occident, avant une coda brillante, Animato,,. 
La pièce porte le numéro d'opus 25 et, dans le catalogue des œuvres du compositeur établi par la musicologue Sabina Teller Ratner, le numéro 149. 

## Discographie
- French Wind Band Classics, avec Dionysiaques de Florent Schmitt, Children's Overture d'Eugène Bozza, Suite française de Darius Milhaud et Grande symphonie funèbre et triomphale d'Hector Berlioz, Royal Northern College of Music Wind Orchestra, Timothy Reynish (dir.), Chandos CHAN 9897, 2000.
- Orient et Occident: Works for Symphonic Band by French and Italian Composers, avec Universal Judgment de Camillo de Nardis (it), Huntingtower d'Ottorino Respighi, Introduzione, Corale e Marcia d'Alfredo Casella, La Marche sur la Bastille d'Arthur Honegger et West Point Suite de Darius Milhaud, Ferenc Liszt Academy of Music Symphonic Band, Budapest, László Marosi (dir.), Hungaroton HCD 32066, 2002.
- Saint-Saëns: Music for Wind Ensemble, Band of the Royal Air Force College (en), Jun Märkl (dir.), Naxos 8.574234, 2021.